# Hẻm núi

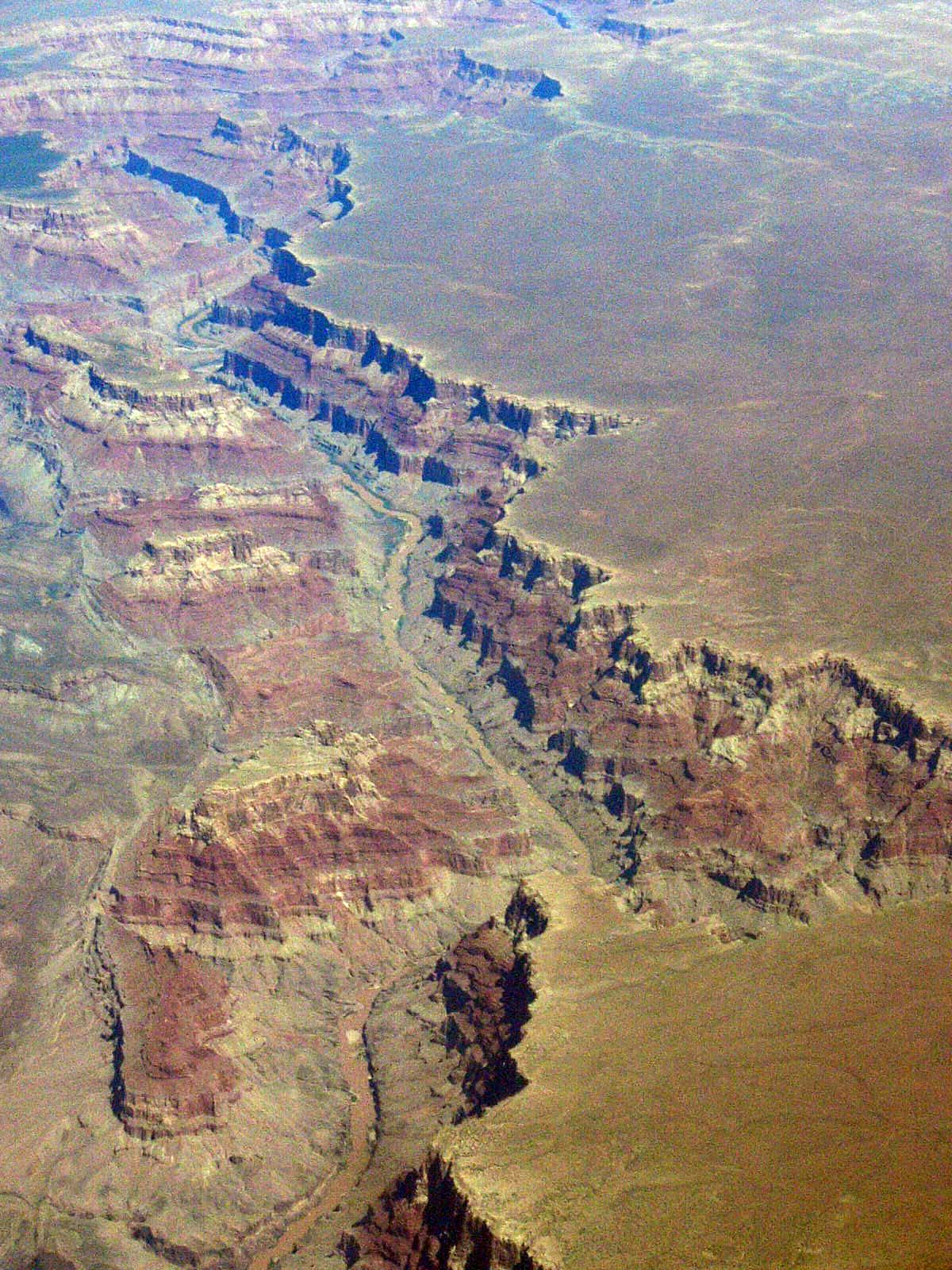
Grand Canyon, Arizona, chỗ hợp lưu của sông Colorado và sông Little Colorado

Hẻm núi là một đường nứt sâu giữa những vách núi, kết quả của phong hóa hay tác động xói mòn của một dòng sông qua thời gian địa chất. Quá trình phong hóa hay xói mòn sẽ tạo ra những hẻm núi nơi thượng nguồn và cửa sông ở những cao độ khác nhau đáng kể.
Thung lũng dốc đáy biển của sườn lục địa được gọi là hẻm núi ngầm. Không giống như hẻm núi ở đất liền, hẻm núi ngầm được cho là hình thành từ dòng xáo động và sạt lở.

## Sự hình thành
Hầu hết hẻm núi được hình thành từ quá trình xói mòn dài từ một mức độ cao nguyên hoặc bình nguyên. Những vách đá hình thành vì những địa tầng đá cứng hơn mà kháng cự lại được xói mòn và phong hóa lộ ra trên sườn thung lũng.
Hẻm núi phổ biến hơn nhiều ở vùng khô cằn so với vùng ẩm ướt vì phong hóa vật lí có nhiều tác động cục bộ hơn ở vùng khô. Gió và nước từ sông kết hợp để xói mòn và cắt đi những vật liệu có sức kháng cự thấp như đá phiến sét. Sự đông lạnh và giãn nở của nước cũng giúp hình thành hẻm núi. Nước chảy vào vết nứt giữa đá và đóng băng, để đá tách ra và cuối cùng tạo thành khoảng trống lớn, quá trình này được gọi là sự chêm băng. Tường hẻm núi thường được tạo thành từ đá sa thạch hoặc đá hoa cương có sức kháng cự cao.

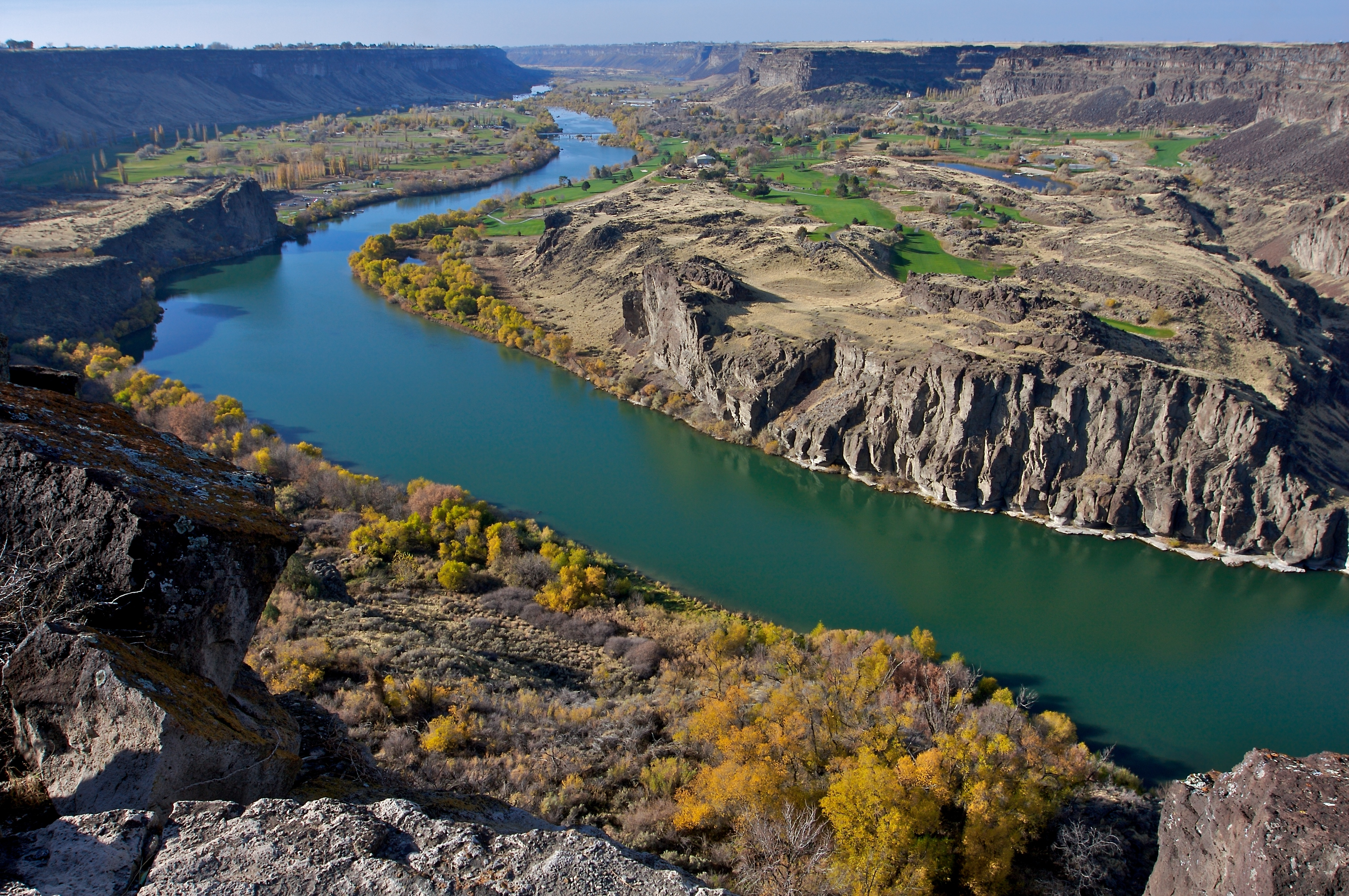
Hẻm Sông Snake, Idaho

Đôi khi sông lớn chảy qua hẻm núi là kết quả của sự nâng lên dần dần về mặt địa chất. Chúng được gọi là sông bị bọc bằng hào, bởi vì chúng không dễ dàng thay đổi dòng chảy. Ở Hoa Kỳ, sông Colorado ở Tây Nam và Sông Snake ở Tây Bắc là hai ví dụ của sự nâng mảng kiến tạo.
Hẻm núi thường hình thành ở khu vực đá vôi. Vì đá vôi hòa tan được tới một mức độ nhất định, hệ thống hang hình thành trong đá. Khi hệ thống bị sụp đổ, chỉ còn lại hẻm núi, như ở đồi Mendip tại Somerset và Yorkshire Dales ở Yorkshire, Anh.

### Hẻm núi hộp
Hẻm núi hộp là một hẻm núi nhỏ mà thường ngắn và hẹp hơn hẻm núi sông, với tường dốc ở hai bên, chỉ cho phép tiếp cận qua cửa hẻm. Hẻm núi hộp thường được sử dụng ở Tây Hoa Kỳ làm nơi quây động vật tiện lợi, với hàng rào ở lối vào.

## Hẻm núi lớn nhất
Định nghĩa của "hẻm núi lớn nhất" là không rõ ràng, vì một hẻm núi có thể lớn dựa trên độ sâu, chiều dài, hoặc tổng diện tích của hệ thống hẻm núi. Cũng vì không tiếp cận được nên hẻm núi lớn ở Himalaya không được coi là ứng cử viên danh sách những hẻm núi lớn nhất. Định nghĩa "hẻm núi sâu nhất" tương tự cũng không rõ ràng, đặc biệt khi so sánh hẻm núi ở trong núi và hẻm núi cắt qua cao nguyên bằng phẳng.

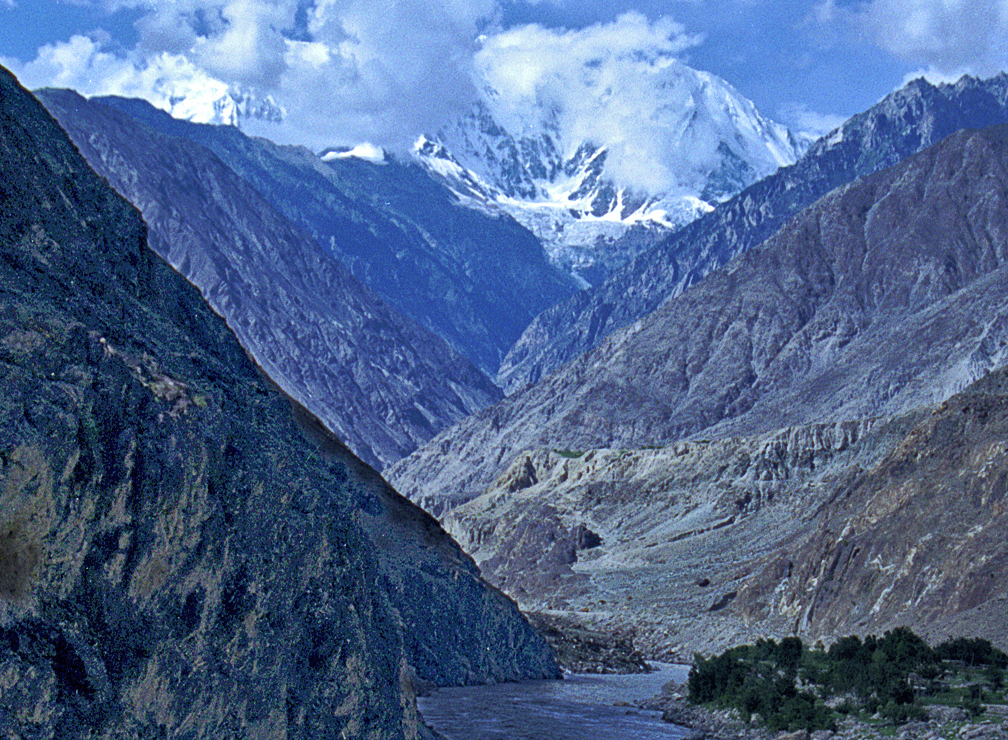
Hẻm núi sâu nhất thế giới, hẻm núi Indus với Nanga Parbat, ngọn núi cao thứ 9 thế giới ở phía nam

Hẻm núi sâu nhất thế giới nằm ở nơi hợp dòng của sông Gilgit và Indus, nơi quốc lộ Karakoram được xây dựng; dòng sông chảy ở độ cao khoảng 1.000 m (3.300 ft) trên mực nước biển. 15 km về phía nam là ngọn núi Nanga Parbat cao thứ chín thế giới, 8.126 m (26.660  ft). Về phí bắc, cũng có thể nhìn thấy từ cầu qua sông Gilgit, là đỉnh núi cực tây của dãy Himalaya, đỉnh Rakaposhi cao 7.788 m (25.550 ft). Điều này nghĩa làm hẻm Indus sâu 7.120 m (23.360 ft) tính từ dòng sông đến điểm trên đỉnh đó, sâu hơn 600 m (2.000 ft) so với hẻm núi Kali Gandaki và 1.500 m (5.000 ft) so với hẻm núi Yarlung Tsangpo. Chúng là ba hẻm núi sâu nhất thế giới. Chỉ những dãy núi lớn nhất ở châu Á mới có quy mô cho những hẻm núi như vậy hình thành.
Hẻm núi lớn Yarlung Tsangpo (hay hẻm núi Tsangpo), dọc theo sông Yarlung Tsangpo ở Tây Tạng, được một số người coi là hẻm núi sâu nhất thế giớ ở độ sâu 5.500 m (18.000 ft). Nó dài hơn hẻm Grand Canyon ở Mỹ một chút. Một số người khác coi hẻm núi Kali Gandaki ở tây trung Nepal là hẻm núi sâu nhất, với độ chênh lệch 6.400 m (21.000 ft) giữa dòng sông và các đỉnh núi xung quanh nó.
Các hẻm núi sâu nhất ở châu Mỹ là hẻm núi Cotahuasi và hẻm núi Colca, ở nam Peru. Cả hai đều sâu hơn 3500 m (12.000 ft).
Hẻm Grand Canyon ở băc Arizona Hoa Kỳ, với độ sâu trung bình 1.600 m (1 dặm) và thể tích 4,17 nghìn tỷ mét vuông, là một trong những hẻm núi lớn nhất thế giới. Nó là một trong 28 ứng cử viên vào chung kết bình chọn Bảy Kì quan Thiên nhiên Mới của Thế giới. (một số người coi nó là một trong bảy kỳ quan thế giới.) Hẻm núi Copper ở Chihuahua, Mexico sâu và dài hơn Grand Canyon.
Hẻm núi lớn nhất ở châu Phi là hẻm núi Sông Cá ở Namibia.
Tháng 8 năm 2013, sự tìm ra Grand Canyon của Greenland được báo cáo. Nó nằm ở dưới tảng băng, dựa trên phân tích từ Operation IceBridge, nó được tin là hẻm núi dài nhất thế giới.
Thung lũng Capertee ở Úc thường được coi là hẻm núi lớn (về mặt bề rộng) thứ hai thế giới.

## Ý nghĩa văn hóa
Một số hẻm núi có ý nghĩa văn hóa. Bằng chứng về vượn nhân hình được tìm thấy ở hẻm núi Olduvai ở châu Phi. Ở Tây Nam Hoa Kỳ, các hẻm núi quan trọng về mặt khảo cổ học bởi vì nhiều nhà vách đá được xây ở những chỗ như vậy, phần lớn do người người Pueblo cổ đại, họ là những người định cư đầu tiên.

## Ví dụ nổi bật
Danh sách sau bao gồm các hẻm núi nổi bật nhất trên thế giới, sắp xếp theo lục địa và quốc gia.

### Châu Phi

Hẻm núi Fish River, Namibia

- Hẻm núi Blyde River, Mpumalanga, Nam Phi
- Hẻm núi Fish River, Namibia
- Hẻm núi Olduvai, Tanzania

### Châu Mỹ

#### Argentina
- Hẻm núi Atuel, tỉnh Mendoza

#### Brasil

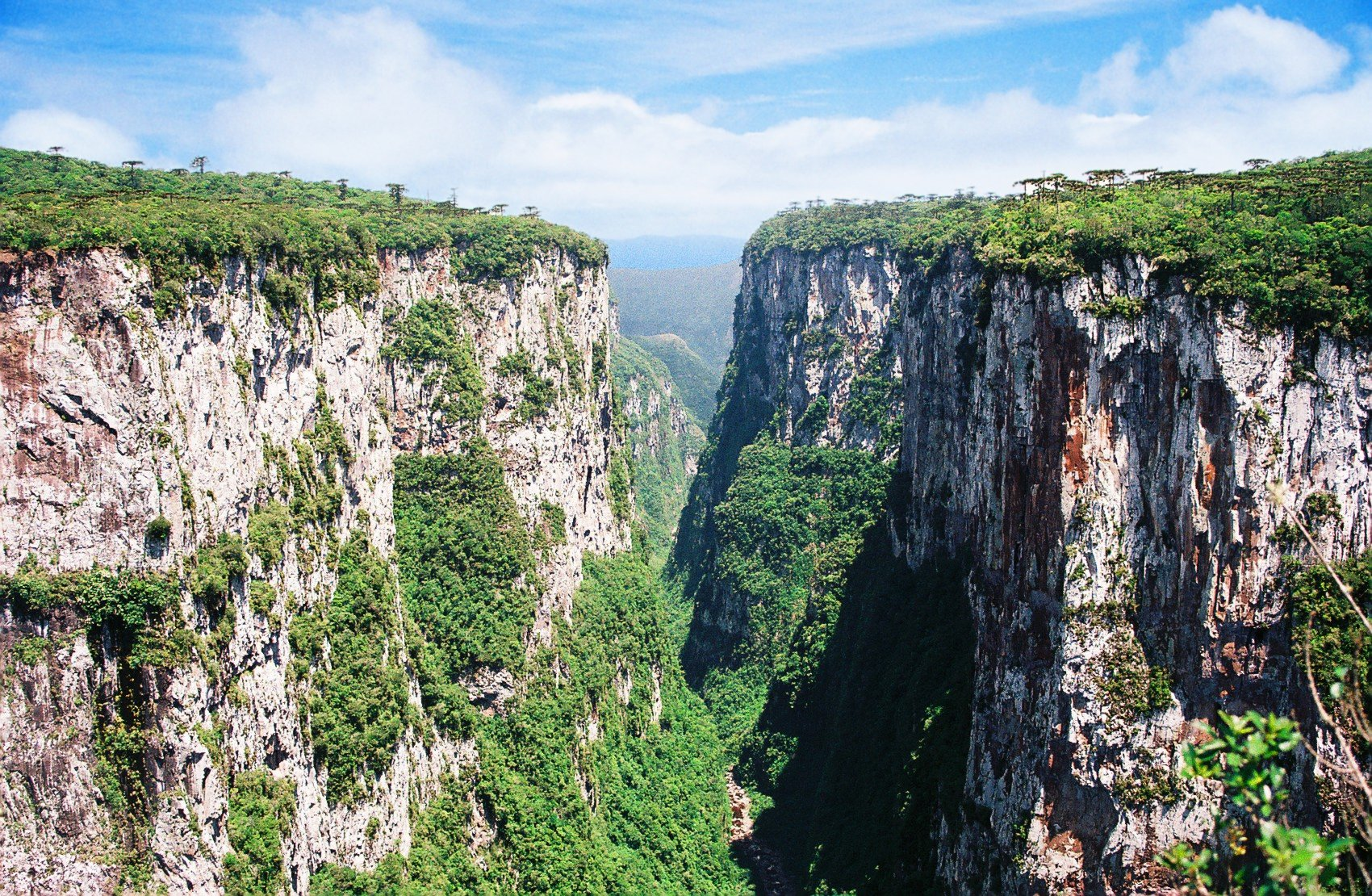
Hẻm núi Itaimbezinho, Brazil

- Hẻm núi Itaimbezinho, Rio Grande do Sul

#### Canada
- Grand Canyon of the Stikine, British Columbia
- Hẻm núi Horseshoe, Alberta
- Hẻm núi Niagara, Ontario
- Hẻm núi Ouimet, Ontario

#### México
- Hẻm núi Copper, Chihuahua
- Hẻm núi Sumidero, Chiapas

#### Peru
- Colca Canyon, Arequipa
- Cotahuasi Canyon, Arequipa

#### Hoa Kỳ
- Antelope Canyon, Arizona
- Canyon de Chelly, Arizona

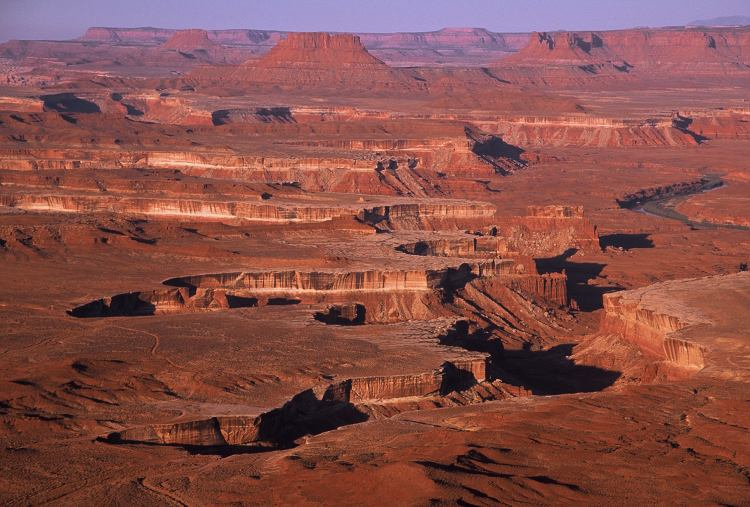
Sông Green, vườn quốc gia Canyonlands, Utah

- Canyonlands National Park, hẻm núi của sông Colorado River và sông nhánh chính của nó, sông Green, Utah
- Columbia River Gorge, Washington và Oregon
- Hẻm núi Glen, Utah và Arizona
- Hẻm núi Glenwood, Colorado
- Hẻm núi Grand, Arizona
- Grand Canyon of the Yellowstone, Wyoming
- Hẻm núi Palo Duro, Texas
- Hẻm núi Rio Grande, New Mexico
- Hẻm núi Waimea, Hawaii
- Hẻm núi Zion, Utah

### Châu Á

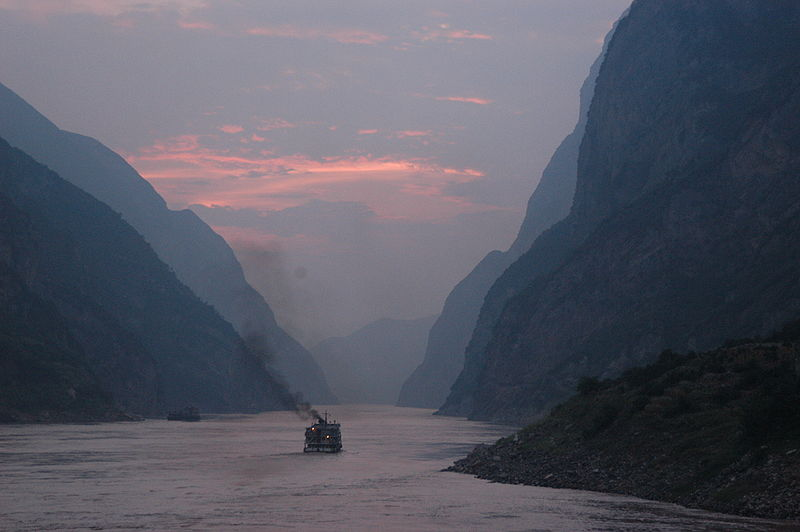
Một trong Ba hẻm núi của sông Yangtze, Trung Quốc

#### Trung Quốc
- Tam Hiệp (Trường Giang)
- Hẻm núi Tiger Leaping, Vân Nam
- Hẻm núi lớn Yarlung Zangbo, Tibet Autonomous Region

#### Khác
- Kazakhstan—Hẻm núi Charyn
- Nepal—Hẻm núi Kali Gandaki
- Pakistan—Hẻm núi sông Indus qua dãy Himalaya

### Châu Âu

#### Anh

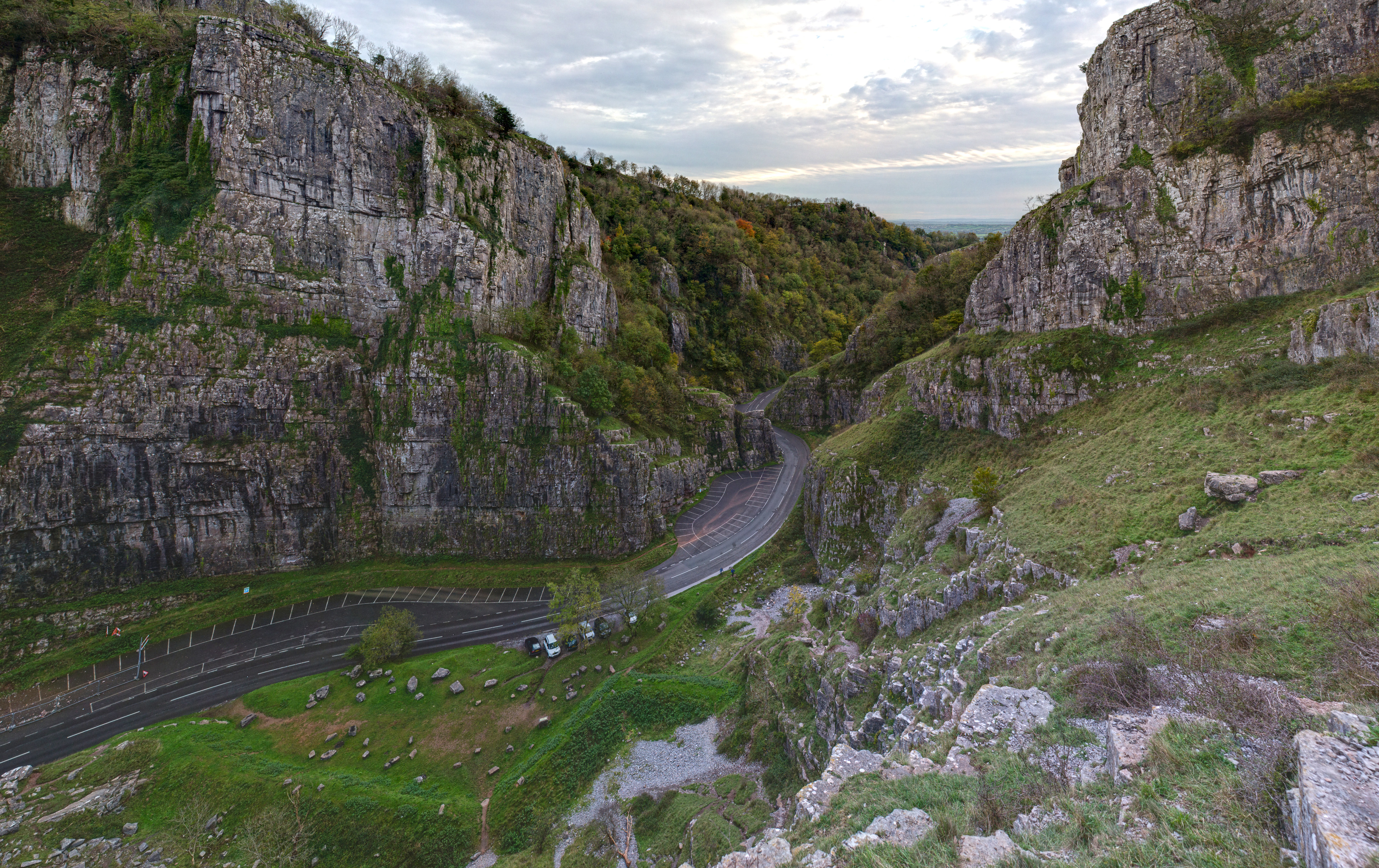
Hẻm núi Cheddar, Anh

- Hẻm núi Avon, Bristol
- Hẻm núi Cheddar, Somerset

#### Pháp
- Ardèche Gorges, Rhône-Alpes
- Daluis Gorge, Provence
- Gorges du Tarn
- Verdon Gorge, Alpes-de-Haute-Provence

#### Khác
- Hy Lạp—Hẻm núi Vikos

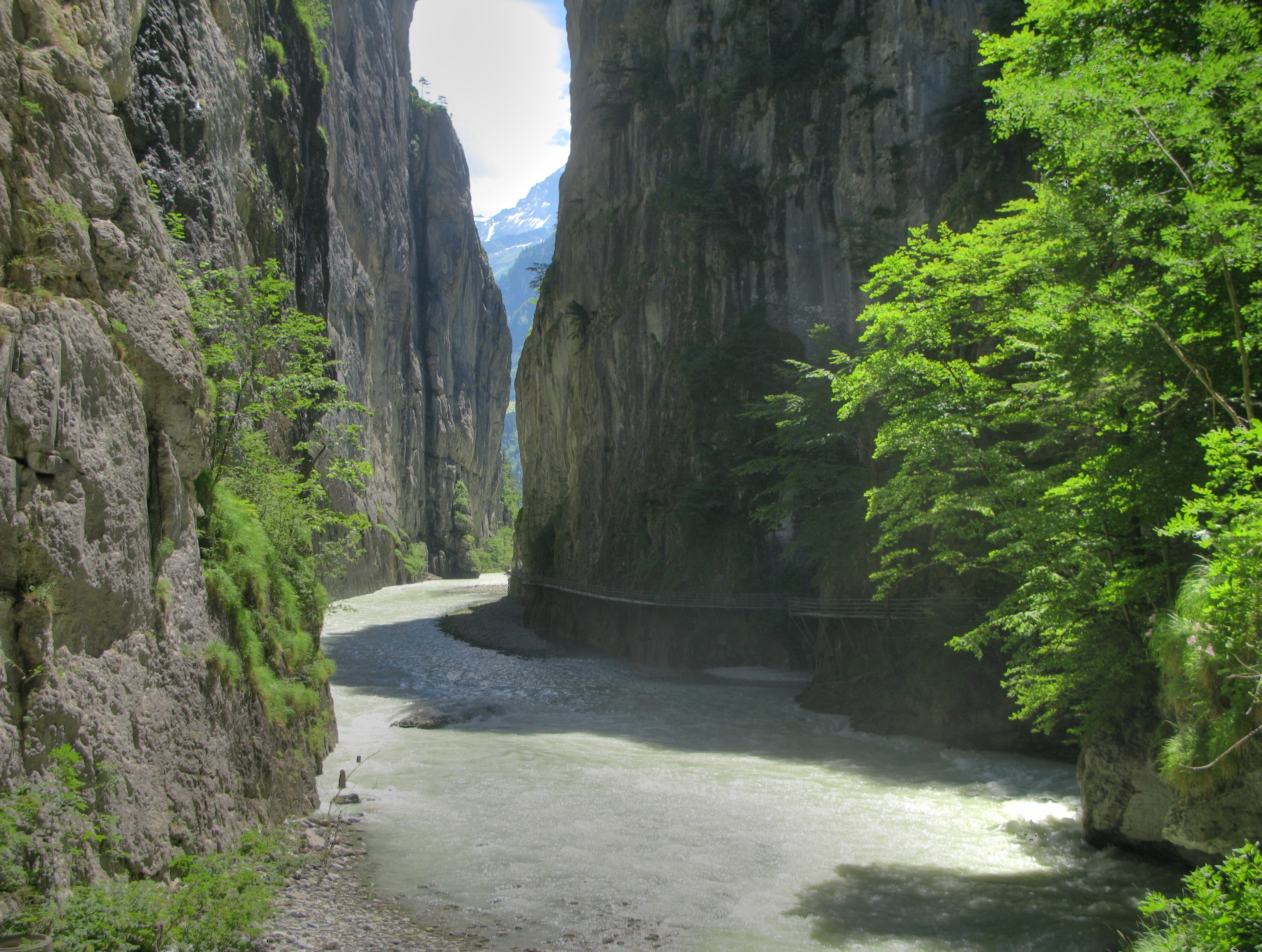
Hẻm núi Aare, Thụy Sĩ

- Greenland—Hẻm núi Grand của Greenland
- Iceland—Fjaðrárgljúfur
- Macedonia—Hẻm núi Matka
- Montenegro—Hẻm núi sông Tara
- Na Uy—Hẻm núi Sautso
- Ba Lan/Slovakia—Hẻm núi sông Dunajec
- Serbia—Hẻm núi Rugova
- Thụy Sĩ—Hẻm núi Aare

### Châu Đại Dương

#### Úc

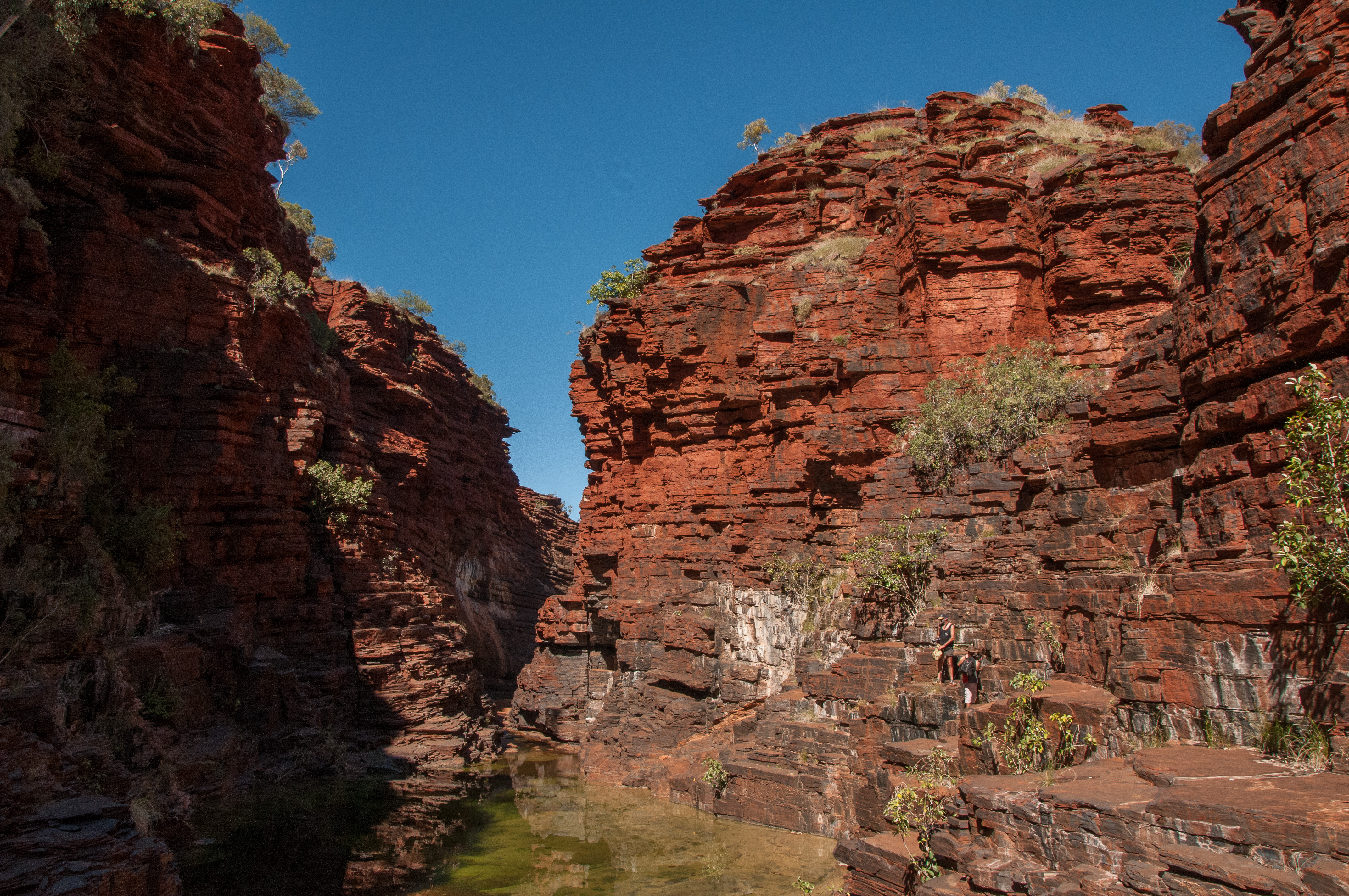
Hẻm núi Joffre, vườn quốc giaKarijini, Úc

- Hẻm núi Joffre, vườn quốc gia Karijini, Tây Úc
- Hẻm núi Katherine, Lãnh thổ phía bắc
- Hẻm núi Kings, Lãnh thổ phía Bắc
- Hẻm núi sông Murchison, Tây Úc

#### New Zealand
- Hẻm núi Manawatu, Đảo Bắc
- Hẻm núi Skippers, Đảo Nam

## Hẻm núi trên các hành tinh khác
- Ithaca Chasma trên vệ tinh Tethys của sao Thổ
- Valles Marineris trên sao Hỏa, hẻm núi lớn nhất được biết đến trong hệ Mặt Trời
- Vid Flumina trên Titan, vệ tinh lớn nhất của sao Thổ, là hẻm núi có chất lỏng ở đáy duy nhất trong hệ Mặt Trời được biết đến ngoài Trái Đất[11]

Venus có hình miệng núi lửa và hẻm núi trên về mặt của nó. Vùng lõm trên hành tinh này là một phần của hệ thống hẻm núi dài hơn 6 400 km.